# District de Pontivy
Le district de Pontivy est une ancienne division territoriale française du département du Morbihan de 1790 à 1795.
Il était composé des cantons de Pontivy, Baud, Cléguérec, Guémené, Locminé, Melrand, Neuillac, Noyal et Pluméliau.